# Colorado Film

## Colorado Film
Colorado Film é uma produtora italiana de cinema e televisão, com sede em Milão, Itália. Fundada em 1986 por Maurizio Totti, o cineasta vencedor do Oscar Gabriele Salvatores, e os atores Diego Abatantuono e Paolo Rossi, a empresa é reconhecida como uma produtora importante de entretenimento ao vivo (live action) na Itália. Seu portfólio inclui mais de 30 filmes, séries e programas televisivos, como o popular programa de comédia Colorado.
Desde 2017, a Colorado Film é subsidiária da Rainbow S.p.A., grupo italiano conhecido por produções animadas como Winx Club. A aquisição do controle total foi concluída em 2022.

## História
A Colorado Film foi fundada em 1986 com o objetivo de produzir obras de alta qualidade, inicialmente focando-se em comédias italianas. Durante as décadas de 1990 e 2000, a empresa consolidou-se como referência no mercado audiovisual italiano.
Em 2010, Alessandro Usai assumiu o cargo de CEO, promovendo uma expansão internacional da marca. Em 2017, a Rainbow S.p.A. adquiriu 60% do Grupo Iven S.p.A., controlador da Colorado Film. A aquisição foi finalizada em 2022, com Iginio Straffi sendo nomeado presidente da produtora.
A integração com a Rainbow permitiu à empresa diversificar sua produção, incluindo thrillers, conteúdo juvenil e familiar.

## Produções notáveis
A produtora lançou mais de 30 filmes e diversos programas de sucesso:
- When Mom Is Away (2018) — Sucesso de bilheteria na Itália, vencedor do Biglietto d’Oro.[8]
- Filmes de Donato Carrisi — Produzidos por meio da joint venture Gavila S.r.l., como The Girl in the Fog (2017).[9]
- Colorado (programa de TV) — Programa de comédia exibido por mais de 15 anos em horário nobre.[10]

## Organização
A Colorado Film integra o Grupo Iven S.p.A., que também inclui:
- Moviement: agência de talentos cinematográficos.[11]
- San Isidro: selo musical focado em trilhas sonoras.[12]
- Gavila S.r.l.: parceria com Donato Carrisi para thrillers.[9]

A liderança atual conta com Maurizio Totti (fundador), Alessandro Usai (CEO) e Iginio Straffi (presidente).

## Parcerias e impacto
A empresa colabora com diversos parceiros nacionais e internacionais, como RTI, Medusa Film, Warner Bros., Sky Italia, Vision Distribution, StudioCanal e TF1. A aquisição pela Rainbow fortaleceu sua posição estratégica e aumentou sua capacidade de competir no cenário global.